# Mount Curl
Mount Curl ist ein rund 2300 m hoher Berg im Palmerland auf der Antarktischen Halbinsel. Er ragt 6 km ostnordöstlich des Gatlin Peak unmittelbar nordöstlich der Welch Mountains auf.
Der United States Geological Survey kartierte ihn im Jahr 1974. Das Advisory Committee on Antarctic Names benannte ihn 1976 nach dem US-amerikanischen Glaziologen James E. Curl, der im Rahmen des United States Antarctic Research Program in drei Kampagnen zwischen 1971 und 1974 auf den Südlichen Shetlandinseln tätig war.